# The Quint
The Quint是英語和印地語印度綜合新聞及觀點網站，由拉加夫·巴爾和瑞圖·卡普爾在退出18电视网後創立。該出版物的記者曾獲三座拉姆納特·葛印卡傑出新聞獎和兩座紅墨水獎（Red Ink Awards）。 
根據Comscore的數據，截至2019年8月，網站每月獨立讀者數為2480萬人。

## 外部連結
- 官方网站